# 广西金嗓子

金嗓子喉片，印在产品包装盒上的是发明人华东师范大学王耀发教授的头像

金嗓子控股集团有限公司，簡稱金嗓子控股集团，以及金嗓子控股（英語：Golden Throat Holdings Group Company Limited，港交所：6896）。广西金嗓子有限责任公司，是一家中国中成药公司，总部位于广西壮族自治区柳州市柳北区凤翔路28号。

## 历史
金嗓子控股的前身，乃為1956年柳州市內10家私人糖果饼干商店组成的公私合营糖果商店，并于1959年7月组成柳州市糖果二厂，而現任董事長江佩珍则於同年加入該厂，並于1979年獲任命為該厂厂長，而江佩珍於1994年聯同当时的领导班子自筹資金成立广西金嗓子制药厂。而現有的廣西金嗓子有限責任公司，則為广西金嗓子制药厂及柳州市糖果二厂進行改制而成立之企業，並于1998年獲柳州市人民政府批准。
該公司主要在中國內地經營拥有中国驰名商标金嗓子，并生产金嗓子喉片、银杏叶片、板兰根颗粒、益母草颗粒、复方百部止咳颗粒、罗汉果玉竹颗粒、复方丹参片、消炎利胆片、前列舒贴等六十多种药品。
金嗓子喉片的发明人是华东师范大学生命科学学院王耀发教授。后来王耀发教授将专利配方无偿捐献给金嗓子集团。
2020年，金嗓子創辦人江佩珍因拖欠5,000萬元人民幣廣告費而被列為失信被執行人，須限制消費及出境。
2021年10月29日，金嗓子发布公告称，计划以协议安排方式将金嗓子私有化，并撤销金嗓子的上市地位，按每股计划股份2.80港元注销股份。2021年11月30日，私有化方案被法院會議否決，翌日股價暴跌近四成。